# کارولتن (اوهایو)
کارولتن (به انگلیسی: Carrollton) یک روستا در ایالات متحده آمریکا است که در شهرستان کرول، اوهایو واقع شده‌است. کارولتن ۶٫۳۵ کیلومتر مربع مساحت و ۳٬۲۴۱ نفر جمعیت دارد و ۳۴۱ متر بالاتر از سطح دریا قرار دارد.